# Milan Chautur
Vladyka Milan Chautur, CSsR (* 4. září 1957 Snina) je slovenský řeckokatolický duchovní a redemptorista, bývalý pomocný biskup prešovský (1992–1997) a apoštolský exarcha (1997–2008) a bývalý první eparcha (od 2008) košický.

## Život
Milan Chautur se narodil ve Snině, dětství prožíval v obci Veľká Poľana. Rozhodl se pro kněžskou službu a začal studovat teologii. V roce 1974 také vstoupil tajně do kongregace redemptoristů. Dne 23. července 1981 byl vysvěcen na kněze jugoslávským řeckokatolickým biskupem Joakimem Szegedim (v Československu tehdy žádný řeckokatolický biskup oficiálně nepůsobil). Primiční svatou liturgii slavil v Zemplínském Jastrabí. Jeho rodná Veľká Poľana byla v té době vystěhovaná a chystána ke zboření v souvislosti se stavbou vodní nádrže Starina. Chautur nicméně tehdy ještě tajně Veľkou Poľanu navštívil a v ruině místního řeckokatolického chrámu soukromě odsloužil svou druhou svatou liturgii. Následně působil v duchovní správě postupně v několika řeckokatolických farnostech na východním Slovensku: v letech 2984-1985 v Medzilaborcích, následně 1985-1989 ve Šmigovci a 1989-1992 v Porúbce.
V roce 1991 se stal provinčním představeným redemptoristů byzantského ritu na Slovensku.
V roce 1992 byl jmenován pomocným biskupem v Prešově a přijal titulární diecézi Cresima. Biskupskou konsekraci přijal z rukou biskupa Jána Hirky v Prešově 29. února 1992. Liturgie s udělením svěcení se konala z kapacitních důvodů v městské sportovní hale. V době biskupského svěcení bylo Milanu Chauturovi 34 let a stal se tehdy nejmladším biskupem celé katolické církve. V roce 1997 byl jmenován prvním exarchou nově zřízeného košického exarchátu. Ten byl v roce 2008 povýšen na samostatnou eparchii a Milan Chautur se stal prvním sídelním biskupem. S jeho jménem tedy zůstávají spojeny začátky této eparchie, včetně budování její organizační struktury.
Dne 20. ledna 2020 papež František jmenoval apoštolským administrátorem sede plena košické eparchie archieparchu Cyrila Vasiľa. V červnu 2021 Milan Chautur rezignoval na košickou katedru ze zdravotních důvodů a nastoupil intenzivní fázi léčby leukemie. Po odchodu na emerituru se odstěhoval z Košic do kláštera redemptoristů byzantského ritu v Michalovcích.